# Cities XL 2012
Cities XL 2012 é um jogo de construção de cidade desenvolvido e publicado pela Focus Home Interactive, lançado no dia 20 de outubro de 2011 para Microsoft Windows.

## Novidades
O jogo agora vem com novas edificações e até 1,000 variações de residências, indústrias e comércio, além de mais de 60 mapas. Vem também com a jogabilidade aperfeiçoada.

## Requisitos Mínimos
sistema operacional: Microsoft windows xp sp3,vista sp1 ou 7
Processador: Intel/AMD 2,5 GHz ou superior
Mémoria: 1 GB RAM (xp), 2 GB RAM (vista/7), 9 GB de espaço em disco rígido
Placa de Vídeo: NVIDIA Geforce 8800/ATI Radeon HD 3850 ou superior, 512 MB RAM, Directx 9.0